# 沖宿観音堂
沖宿観音堂（おきじゅくかんのんどう）は、茨城県土浦市沖宿町にある仏堂。

## 概要
沖宿観音堂は、本尊が馬頭観音であり縁日は1月18日である。現在観音堂は無住であり周辺の山は観音山と呼ばれている。現在は同沖宿町内の海蔵寺によって管理されている。
江戸時代から明治、大正、昭和初期にかけてはこの観音堂の縁日はかなりの賑わいを見せており、昭和初期の縁日では、露店が立ち並び、霞ヶ浦から船でやって来る客が群れをなしていたという。
大正時代には、土浦高等女学校（現在の茨城県立土浦第二高等学校）の遠足の目的地にもなっており、1919年（大正8年）の遠足の様子が写真に残っている。
観音堂の南側には、沖宿町の江戸時代後期から明治時代にかけての医師の安村江痴の墓がある。

## ギャラリー

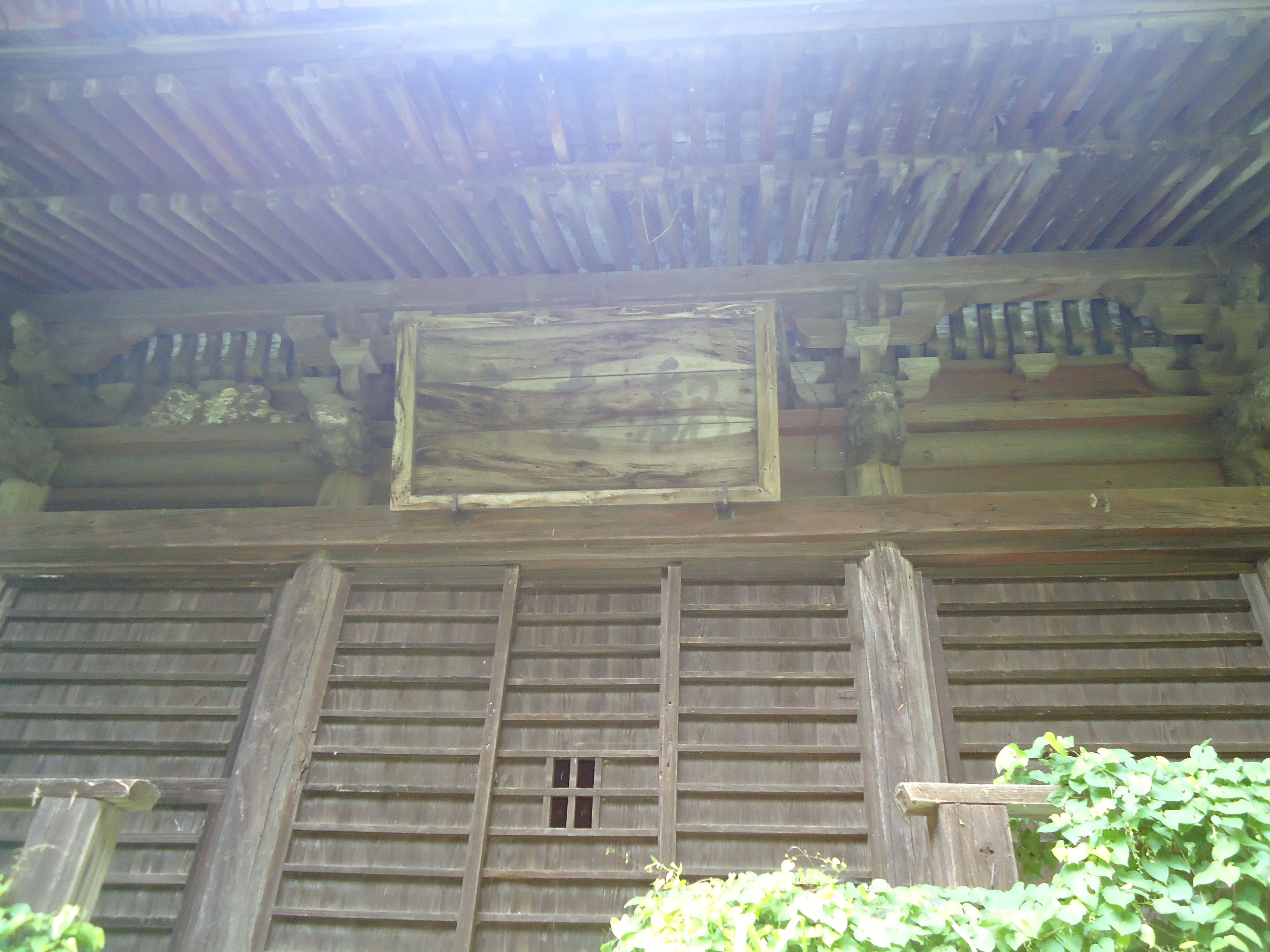
観音堂を正面から撮影
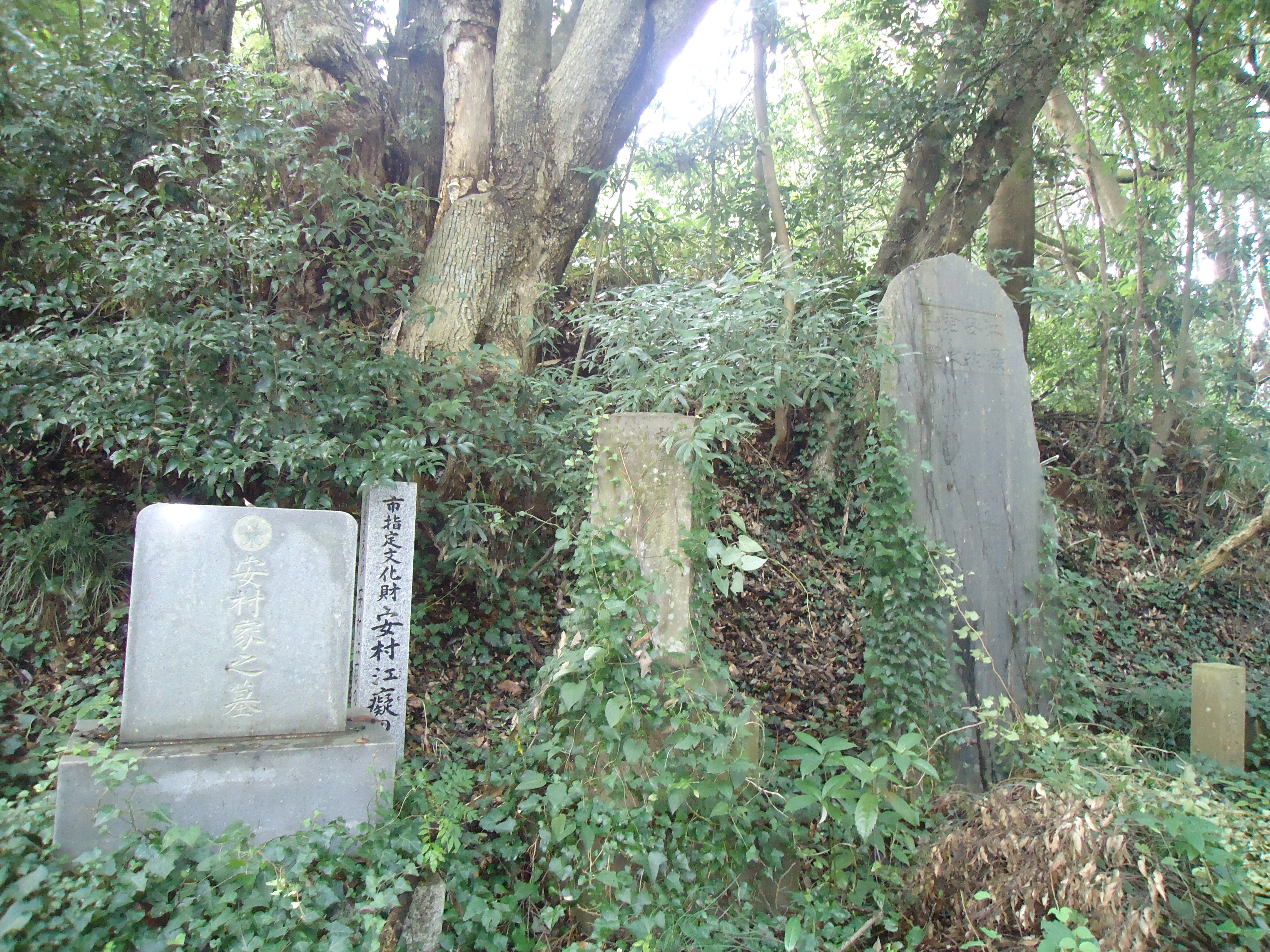
南側にある安村江痴の墓